# Internationale Filmfestspiele von Cannes 1997
Die 50. Internationalen Filmfestspiele von Cannes 1997 fanden vom 7. Mai bis zum 18. Mai 1997 statt.

## Wettbewerb

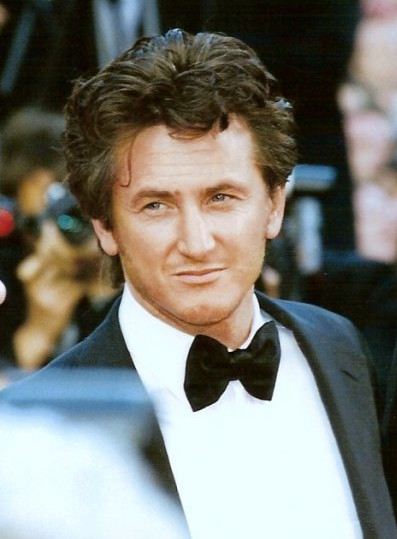
Sean Penn stellt den Film Alles aus Liebe vor.

Im Wettbewerb des Festivals wurden im Jahr 1997 folgende Filme gezeigt:
| Filmtitel                  | Regisseur            | Produktionsland                           | Darsteller (Auswahl)                             |
| Der Aal*                   | Shōhei Imamura       | Japan                                     | Kōji Yakusho, Misa Shimizu                       |
| Alles aus Liebe            | Nick Cassavetes      | USA, Frankreich                           | Sean Penn, Robin Wright Penn, James Gandolfini   |
| Am Ende der Gewalt         | Wim Wenders          | USA, Frankreich, Deutschland              | Bill Pullman, Andie MacDowell                    |
| Atempause                  | Francesco Rosi       | Italien, Frankreich, Deutschland, Schweiz | John Turturro, Rade Šerbedžija                   |
| The Brave                  | Johnny Depp          | USA                                       | Johnny Depp, Marlon Brando                       |
| Der Eissturm               | Ang Lee              | USA                                       | Kevin Kline, Joan Allen, Sigourney Weaver        |
| Funny Games                | Michael Haneke       | Österreich                                | Susanne Lothar, Ulrich Mühe                      |
| Der Geschmack der Kirsche* | Abbas Kiarostami     | Frankreich, Iran                          | Homayoun Ershadi                                 |
| Happy Together             | Wong Kar-Wei         | Hongkong                                  | Leslie Cheung, Tony Leung, Chang Chen            |
| Kini & Adams               | Idrissa Ouédraogo    | Frankreich, Burkina Faso                  |                                                  |
| L.A. Confidential          | Curtis Hanson        | USA                                       | Kevin Spacey, Russell Crowe, Guy Pearce          |
| Mörder                     | Mathieu Kassovitz    | Frankreich                                | Michel Serrault, Mathieu Kassovitz               |
| Nil by Mouth               | Gary Oldman          | Großbritannien, Frankreich                | Ray Winstone, Kathy Burke                        |
| Der Prinz von Homburg      | Marco Bellocchio     | Italien                                   | Andrea Di Stefano                                |
| Das Schicksal              | Youssef Chahine      | Frankreich, Ägypten                       |                                                  |
| Der Schlangenkuss          | Philippe Rousselot   | Frankreich, Deutschland, Großbritannien   | Ewan McGregor, Greta Scacchi, Pete Postlethwaite |
| Das süße Jenseits          | Atom Egoyan          | Kanada                                    | Ian Holm, Sarah Polley                           |
| Die verbotene Frau         | Philippe Harel       | Frankreich                                | Isabelle Carré                                   |
| Welcome to Sarajevo        | Michael Winterbottom | Großbritannien, USA                       | Stephen Dillane, Woody Harrelson, Marisa Tomei   |
| The Well                   | Samantha Lang        | Australien                                | Pamela Rabe, Miranda Otto                        |
| Western                    | Manuel Poirier       | Frankreich                                | Sergi López, Sacha Bourdo                        |

* = Goldene Palme

## Internationale Jury
In diesem Jahr war die französische Schauspielerin Isabelle Adjani Jurypräsidentin. Sie stand einer Jury mit folgenden Mitgliedern vor: Paul Auster, Luc Bondy, Tim Burton, Patrick Dupond, Gong Li, Mike Leigh, Nanni Moretti, Michael Ondaatje und Mira Sorvino.

## Preisträger
- Goldene Palme: Der Aal und Der Geschmack der Kirsche
- Großer Preis der Jury: Das süße Jenseits
- Jurypreis: Western
- Bester Schauspieler: Sean Penn in Alles aus Liebe
- Beste Schauspielerin: Kathy Burke in Nil by Mouth
- Beste Regie: Wong Kar-wei
- Bestes Drehbuch: James Schamus für Der Eissturm
- Technikpreis: Thierry Arbogast für She’s So Lovely

Zum 50. Jubiläum der Festspiele von Cannes wurde einmalig eine Palme der Palmen verliehen. Diesen Sonderpreis erhielt Ingmar Bergman. Einen Sonderpreis für sein Lebenswerk erhielt der ägyptische Regisseur Youssef Chahine, der auch mit einem Film im Wettbewerb vertreten war.

## Weitere Preise
- FIPRESCI-Preis: Das süße Jenseits
- Preis der Ökumenischen Jury: Das süße Jenseits

## Un Certain Regard
In diesem Jahr waren unter anderen folgende Filme in der Reihe Un Certain Regard zu sehen:
American Perfect von Paul Chart, East Palace, West Palace von Zhang Yuan, Enskilda samtal von Liv Ullmann, Geschichte(n) des Kinos von Jean-Luc Godard, Ihre Majestät Mrs. Brown von John Madden, In the Company of Men von Neil LaBute, Leben und Tod auf Long Island von Richard Kwietniowski, Marius und Jeanette von Robert Guédiguian, Die Witman Brüder von János Szász.